# Epistel

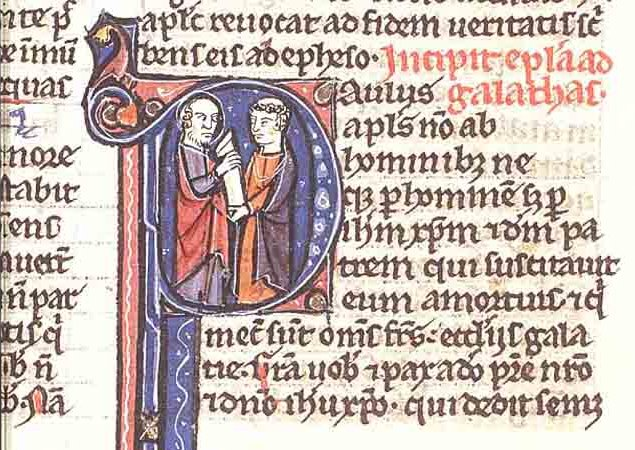
Middeleeuwse geïllustreerde Bijbel van de Brief van Paulus aan de Galaten vers 1-4. In de kop van de hoofdletter P van Paulus geeft Paulus een Galaat zijn epistel. Beiden gaan in fraai blauw en rood gekleed.
Latijnse tekst van de Vulgaat:
(in rood:) Incipit epla [=epistula] ad Galathas. (in zwart:) Paulus apls [=apostolus] non ab / hominib;[=us] ne / que per hominem sed per / Ihm [=Ihesum] xrm [=Christum] et Dm [=Deum] Pa / trem qui suscitavit / eum a mortuis...
Vertaling:
Brief aan de Galaten begint. Paulus een apostel niet door mensen noch via een mens maar via Jezus Christus en God de Vader die hem opwekte uit de dood..

Een epistel (Grieks ἐπιστολή, epistolè, "brief"; Latijn: epistula of epistola) is 
1. een brief (een grappig bedoelde en ironische benaming)
2. (verouderd) een formeel schrijven gericht aan een of meer personen, vaak didactisch van aard en elegant geformuleerd: een zendbrief
3. deel van een Rooms-Katholieke mis dat bestaat uit een lezing uit de brieven van de Apostelen of uit een ander deel van de Bijbel. Daarna komt het Evangelie in de mis
4. (in Zuid-Nederland) strafpredikatie.[1]

## Epistel als vroegchristelijk geschrift
De term komt uit het christendom. Epistels waren zendbrieven van Apostelen: brieven gewisseld tussen apostelen en Joodse en vroegchristelijke gemeenten of tussen apostelen en anderen (zoals andere apostelen). Twintig of eenentwintig van deze epistels, de canonieke epistels, zijn opgenomen in het Nieuwe Testament van de Bijbel. Aangezien het Nieuwe Testament uit 27 boeken bestaat, is het epistel daarmee verreweg het meest voorkomende genre. Deze Bijbelse epistels worden meestal ingedeeld in de dertien of veertien brieven van Paulus (of Paulijnse brieven, niet alle echt van hem) en de zeven katholieke of algemene (zend)brieven. Daarnaast zijn er nog veel apocriefe epistels die niet in de Bijbel zijn opgenomen. In sommige epistels staat ten onrechte dat ze zijn geschreven door een apostel, de zogenaamde pseudepigrafen. Verreweg de meeste pseudepigrafische epistels dateren uit de eerste eeuw, waarvan sommige tot de canon van het Nieuwe Testament zijn gaan behoren; er zijn relatief weinig pseudepigrafische epistels overgeleverd uit de tweede en derde eeuw.:1:52:5:59

### Canonieke epistels
De term 'canonieke epistels' slaat op de brieven die zijn opgenomen in het Nieuwe Testament.
De traditie schreef veertien daarvan toe aan de apostel Paulus. Behalve de Brief aan de Hebreeën (die eigenlijk geen epistel maar een anonieme preek is) staat in al die brieven dat Paulus ze schreef. Dat Paulus zes van de dertien epistels schreef wordt echter ernstig betwist en er is consensus dat Hebreeën niet aan Paulus moet worden toegeschreven.
| Status    | Categorisering:3:10                               | Brief |
| --------- | ------------------------------------------------- | --- |
| Onbetwist | Authentieke Paulijnse brieven                     | - Eerste brief van Paulus aan de Tessalonicenzen - Brief van Paulus aan de Galaten - Eerste brief van Paulus aan de Korintiërs - Tweede brief van Paulus aan de Korintiërs - Brief van Paulus aan de Filippenzen - Brief van Paulus aan Filemon - Brief van Paulus aan de Romeinen |
| Betwist   | Deutero-Paulijnse brieven; misschien authentiek   | - Brief van Paulus aan de Efeziërs - Brief van Paulus aan de Kolossenzen - Tweede brief van Paulus aan de Tessalonicenzen |
| Betwist   | Pastorale brieven; waarschijnlijk niet authentiek | - Eerste brief van Paulus aan Timoteüs - Tweede brief van Paulus aan Timoteüs - Brief van Paulus aan Titus |
| Betwist   | Anonieme preek; niet authentiek                   | - Brief aan de Hebreeën |

Van de overige zeven epistels, samen bekend als de katholieke of algemene (zend)brieven, zijn de schrijvers onbekend. Van oudsher werden ze toegeschreven aan apostelen, maar hun auteurschap is nooit aangetoond of fel omstreden (vooral bij de twee brieven van Petrus) en in het geval van de brieven van Johannes wordt de naam 'Johannes' er al helemaal niet in genoemd.
| Traditionele briefnaam    | Auteur volgens tekst (NBV)                               | Traditionele toeschrijving | Moderne consensus:3:10         | Geadresseerden volgens tekst (NBV)                                      |
| ------------------------- | -------------------------------------------------------- | -------------------------- | ------------------------------ | ----------------------------------------------------------------------- |
| Brief van Jakobus         | "Jakobus, dienaar van Jezus Christus"                    | Jakobus de Rechtvaardige   | Een onbekende Jakobus          | "Aan de twaalf stammen in de diaspora"                                  |
| Eerste brief van Petrus   | "Petrus, apostel van Jezus Christus"                     | Petrus                     | Misschien Petrus               | Aan de 'uitverkorenen' in Pontus, Galatië, Kappadocië, Asia en Bithynië |
| Tweede brief van Petrus   | "Simeon Petrus, dienaar en apostel van Jezus Christus"   | Petrus                     | Niet Petrus                    | Aan alle christenen                                                     |
| Eerste brief van Johannes | anoniem                                                  | Johannes de apostel        | Onbekend                       | "Kinderen"                                                              |
| Tweede brief van Johannes | anoniem                                                  | Johannes de apostel        | Mogelijk Johannes de Presbyter | "Aan de uitverkoren vrouw en haar kinderen"                             |
| Derde brief van Johannes  | anoniem                                                  | Johannes de apostel        | Mogelijk Johannes de Presbyter | "Aan mijn geliefde broeder Gajus"                                       |
| Brief van Judas           | "Judas, dienaar van Jezus Christus en broer van Jakobus" | Judas Taddeüs              | Een onbekende Judas            | Aan alle christenen                                                     |

### Apocriefe epistels
Apocriefe epistels zijn geschriften die zichzelf voordoen als brieven gewisseld tussen apostelen en vroegchristelijke gemeenten of tussen apostelen en anderen (zoals apostelen), maar uiteindelijk niet in het Nieuwe Testament zijn opgenomen. In sommige vroege canons werden sommige van deze epistels nog wel opgenomen, zoals de brief van Barnabas in de Codex Sinaiticus.:5:16
- Brief aan de Alexandrijnen
- Brief aan de Laodicenzen
- Brief van Barnabas
- Brief van de Korintiërs aan Paulus
- Brief van Petrus aan Filippus
- Briefwisseling tussen Paulus en Seneca
- Derde brief van Paulus aan de Korintiërs
- Eerste brief van Clemens
- Tweede brief van Clemens

## Overige betekenissen
De opbouw van katholieke liturgie bevat meestal een epistellezing. Voor liturgisch gebruik worden ook de Handelingen van de apostelen en de Openbaring van Johannes als epistel gerekend. Een fragment (perikoop) van zo'n brief wordt opgelezen en gaat vooraf aan het evangelie. Dit geschiedt volgens een vastgesteld leesrooster.
In een kerk is de epistelzijde de rechterkant van het koor. De evangeliezijde is de linkerkant.